# Саласюк Володимир Митрофанович
Саласюк Володимир Митрофанович (1 квітня 1927 , Сингаївка, Бердичівська округа  — 18 травня 1996 , Кривий Ріг, Дніпропетровська область ) — радянський будівельник, начальник комбінату "Кривбасбуд", Герой Соціалістичної Праці (1975).

## Біографія
Народився 1 квітня 1927 року в селі Сингаївка Бердичівського району (нині в Житомирській області) в сім'ї селянина.
У 1936 році разом із батьками був засланий до Сибіру, де жив у селі Березівка (нині в Томській області). Закінчив 10 класів Колпашівської середньої школи № 1. Працював у місті Колпашево працівником сцени в драмгуртку.
Під час Великої Вітчизняної війни працював на будівництві.
У 1949 році закінчив Дніпропетровський інститут інженерів залізничного транспорту за спеціальністю "інженер шляхів сполучення-будівельник". У 1949-1959 роках — виконроб, начальник відділу капітального будівництва, головний інженер Лузського лісгоспу Кіровської області.
У 1959-1962 роках — головний інженер будівельного управління "Аглобуд-4", начальник управління тресту "Криворіжаглобуд". У 1962-1965 роках — головний інженер тресту "Криворіжпівнічрудбуд". У 1965-1968 роках — головний інженер тресту "Криворіжбуд". У 1968-1992 роках — начальник комбінату "Кривбасбуд".
Учасник Лейпцизького ярмарку 1965 року. Керував будівництвом і реконструкцією Криворіжсталі, ГЗК, вовнопрядильної фабрики, швидкісного трамвая, шкіл, об'єктів побуту, мільйонів квадратних метрів житла в Кривому Розі.
Помер 18 травня 1996 року в Кривому Розі, де і похований на Центральному кладовищі.

## Нагороди
- Медаль «Серп і Молот» (08.04.1975);
- Орден Леніна (08.04.1975);
- Орден Дружби народів;
- Двічі орден Трудового Червоного Прапора;
- Орден Жовтневої Революції.

## Пам'ять
- іменем Володимира Саласюка названо вулицю в Покровському районі Кривого Рогу[1][2];
- пам'ятна дошка на будівлі колишнього комбінату "Кривбасбуд";
- почесний професійний нагрудний знак "Саласюк В. М." асоціації "Комсомолець Кривбасу"[3].
- Ім'я на Стелі Героїв у Кривому Розі.